# 本城村 (愛知県)
本城村（ほんじょうむら）は、かつて愛知県西加茂郡にあった村。
現在の豊田市の一部（西細田町・市場町・大坂町・鍛治屋敷町・李町・百月町・簗平町・川下町・日面町・平畑町・榑俣町など）に該当する。

## 歴史
- 1873年（明治6年） - 細田村が西細田村に改称する。
- 1889年（明治22年）10月1日 - 西細田村、市場村、大坂村、大草村、鍛冶屋敷村、李村、百月村、簗平村、川下村、日面村、平畑村、榑俣村が合併し、本城村が発足。
- 1906年（明治39年）7月1日 - 豊原村、清原村、福原村と合併し、小原村が発足。同日本城村は廃止。